# E-zdrowie
e-zdrowie – wykorzystanie technologii informacyjnych i telekomunikacyjnych do wspomagania działań związanych z ochroną zdrowia.
Są to narzędzia lub rozwiązania obejmujące produkty, systemy i usługi dla organów i pracowników służby zdrowia oraz dostosowane do indywidualnych potrzeb systemy opieki zdrowotnej dla pacjentów i obywateli, na przykład sieci informacji o zdrowiu, elektroniczne książeczki zdrowia, usługi świadczone w ramach opieki telemedycznej, osobiste przenośne systemy komunikacji, portale poświęcone zdrowiu oraz wiele innych narzędzi na bazie technologii informacyjno-komunikacyjnych, pomagających zapobiegać, diagnozować i leczyć choroby, monitorować stan zdrowia, prowadzić odpowiedni tryb życia.
Pojęcie „e-zdrowie” obejmuje swoim zakresem wiele terminów, np.:
- telemedycyna
- telezdrowie/zdalna opieka medyczna
- telematyka w opiece zdrowotnej
- informatyka medyczna
- zarządzanie informacjami o zdrowiu
- technologie informacyjno-komunikacyjne w opiece zdrowotnej.

Oprócz aplikacji komputerowych e-zdrowie obejmuje też poznawcze przetwarzanie informacji i zadania komunikacyjne dla praktyki medycznej, edukacji i badań. Istotą e-zdrowia jest to, że powinno ono wspomagać transformację procesów służby zdrowia z korzyścią dla pacjentów i systemu opieki zdrowotnej.

## Czynniki sukcesu i porażki
Możliwe jest zidentyfikowanie pewnej liczby czynników, które mogą być warunkiem wstępnym dla porażki lub sukcesu. Do czynników sukcesu można zaliczyć m.in.:
- potrzeba medyczna i silne zorientowanie na pacjenta
- polityczne i społeczne poparcie
- długoterminowe spojrzenie na projekty
- wcześniej zdefiniowane cele inwestycji
- zaangażowanie wszystkich kluczowych uczestników
- multidyscyplinarne podejście angażujące polityków, specjalistów, badaczy i biznes
- partnerstwo publiczno-prywatne
- wybór właściwej technologii, ciągłe wsparcie techniczne
- interoperacyjność i otwarte standardy

Ważne czynniki mogące spowodować porażkę projektu:
- niemożność adaptacji strategii do zmieniającego się środowiska
- reorganizacja procesów opieki zdrowotnej w trakcie ustanawiania nowych technologii
- izolacja od organizacji i potencjalnych użytkowników
- opór przed zmianą
- brak politycznego wsparcia
- brak perspektywy długoterminowej.
- brak zrozumienia procesów opieki zdrowotnej i zmian zachodzących w środowiskach medycznych
- brak analizy rynku, porównywanie rozwiązania do już istniejących
- brak istniejących systemów informacyjnych (np. klinicznych systemów informacyjnych)
- złe komunikowanie problemów technicznych w projekcie

Chociaż niektóre z czynników mogą być ważne w danych okolicznościach, ale nieprzydatne w innych, można jednak wyodrębnić kilka wspólnych czynników, które mogą być powszechnie uważane za podstawy dobrych praktyk:
- zaangażowanie na wszystkich poziomach i udział użytkowników
- projekty oparte na prawdziwych potrzebach i jasnych celach
- kontakty i komunikacja międzyludzka w ramach projektu
- przestrzeganie, na ile to możliwe, technicznych standardów interoperacyjności
- podejście długoterminowe, wytrzymałość i stabilność rozwoju.

## e-zdrowie w Europie
W roku 2006 większość krajów członkowskich Unii Europejskiej stworzyła strategie narodowe na rzecz e-zdrowia jako oddzielne strategie e-zdrowia lub włączając je do narodowych strategii zdrowotnych, lub narodowych strategii technologii informacyjno-komunikacyjnych.
Organizacja i finansowanie różni się pomiędzy krajami, ponieważ odpowiedzialność za opiekę zdrowotną ponoszona jest różnie – na poziomie regionalnym lub krajowym. W ten sam sposób różnią się sposoby użycia technologii informacyjno-komunikacyjnych i aplikacji e-zdrowia. W krajach skandynawskich i w Wielkiej Brytanii, stworzono krajowe sieci opieki zdrowotnej. W rosnącej liczbie regionów w Europie istnieją regionalne sieci opieki zdrowotnej, które wspomagają używanie międzyszpitalnych aplikacji e-zdrowia, systemów danych pacjentów oraz komunikację medyczną.

## e-zdrowie w Polsce
W Polsce nacisk położony jest na kluczowe technologie, oprogramowanie wspomagające praktyków w procesie podejmowania najlepszych możliwych decyzji przy zachowaniu bezpieczeństwa pacjenta oraz tworzenie sieci współpracy naukowej w zakresie bioinformatyki, genomiki oraz neuroinformatyki w celu stworzenia nowej generacji systemów e-zdrowia wspomagających ‘indywidualizację’ diagnozy oraz leczenia.
Inicjatywy działające w Polsce postawiły przed sobą pewne strategiczne cele, których osiągnięcie pozwoli na zbudowanie nowoczesnego systemu działania sektora zdrowotnego. Wśród nich wyróżnić można:
- ułatwienie dostępu do dokumentów klinicznych,
- zwiększenie efektywności procesów w ochronie zdrowia,
- redukcja liczby błędów klinicznych,
- ułatwienie przenoszenia się pacjentów pomiędzy krajami Unii,
- ułatwienia w dostępie do istotnych informacji dotyczących ochrony zdrowia dla pacjentów i profesjonalistów medycznych.

Aplikacje, które służyć mają osiągnięciu tych celów to głównie:
- elektroniczny transfer recept,
- e-preskrypcja – ze wspomaganiem decyzji,
- elektroniczna dokumentacja medyczna,
- obrazowanie cyfrowe i powiązane usługi oraz raportowanie.
- portale,
- systemy terminologiczne dla rekordów klinicznych i lekarstw,
- mechanizmy ochrony poufności danych osobowych,
- identyfikatory obywateli.